# De Ontmoeting (Zevenbergen)
De Ontmoeting is een protestants kerkgebouw in de tot de Noord-Brabantse gemeente Moerdijk behorende plaats Zevenbergen, gelegen aan de Stationsstraat 2.
De Gereformeerden kerkten, aanvankelijk als Afgescheidenen, sinds 1841 in de Noordhavenkerk. In 1945 ging deze over naar de Gereformeerde Kerken vrijgemaakt. Zij die daar niet in mee gingen moesten na gerechtelijke uitspraak deze kerk verlaten en betrokken in 1946 een verbouwd schoollokaal in gebouw De Eendracht aan de Stationsstraat dat werd aangeboden door de Hervormden. In 2021 nam deze kerk de naam De Ontmoeting aan.
De kerk oogt als een woonhuis. Doordat de letters: gereformeerde kerk aan de voorgevel werden aangebracht ziet men dat het een kerk is.